# Haut Valromey
Haut Valromey est, depuis le 1er janvier 2016, une commune nouvelle française résultant de la fusion des communes du Grand-Abergement, d'Hotonnes, du Petit-Abergement et de Songieu, située dans le département de l’Ain, en région Auvergne-Rhône-Alpes. Le 1er janvier 2025, elle s'étend à la commune de Ruffieu.
C'est la plus grande commune du département de l'Ain en superficie.

## Géographie

### Localisation
Cette commune du Haut-Bugey se situe à la limite sud du plateau de Retord ; elle appartient à la région historique du Valromey qui participe à la transition géographique entre Bas-Bugey et Haut-Bugey.

### Communes limitrophes
Le chef-lieu de la commune nouvelle, Hotonnes, se situe au centre-est du département de l’Ain.

### Climat
Pour des articles plus généraux, voir Climat d'Auvergne-Rhône-Alpes et Climat de l'Ain.
En 2010, le climat de la commune est de type climat de montagne, selon une étude du CNRS s'appuyant sur une série de données couvrant la période 1971-2000. En 2020, Météo-France publie une typologie des climats de la France métropolitaine dans laquelle la commune est exposée à un climat de montagne ou de marges de montagne et est dans une zone de transition entre les régions climatiques « Jura » et « Alpes du nord ».
Pour la période 1971-2000, la température annuelle moyenne est de 8,8 °C, avec une amplitude thermique annuelle de 16,8 °C. Le cumul annuel moyen de précipitations est de 1 591 mm, avec 10,9 jours de précipitations en janvier et 8,6 jours en juillet. Pour la période 1991-2020, la température moyenne annuelle observée sur la station météorologique de Météo-France la plus proche, « Usinens Sa », sur la commune d'Usinens à 11 km à vol d'oiseau, est de 11,8 °C et le cumul annuel moyen de précipitations est de 985,3 mm,. Pour l'avenir, les paramètres climatiques de la commune estimés pour 2050 selon différents scénarios d'émission de gaz à effet de serre sont consultables sur un site dédié publié par Météo-France en novembre 2022.

### Relief et géologie
Le dénivelé de la commune est particulièrement important ; en effet, il varie entre 567 m et 1 338 m.

## Urbanisme

### Typologie
Au 1er janvier 2024, Haut Valromey est catégorisée commune rurale à habitat très dispersé, selon la nouvelle grille communale de densité à 7 niveaux définie par l'Insee en 2022.
Elle est située hors unité urbaine et hors attraction des villes,.

## Toponymie

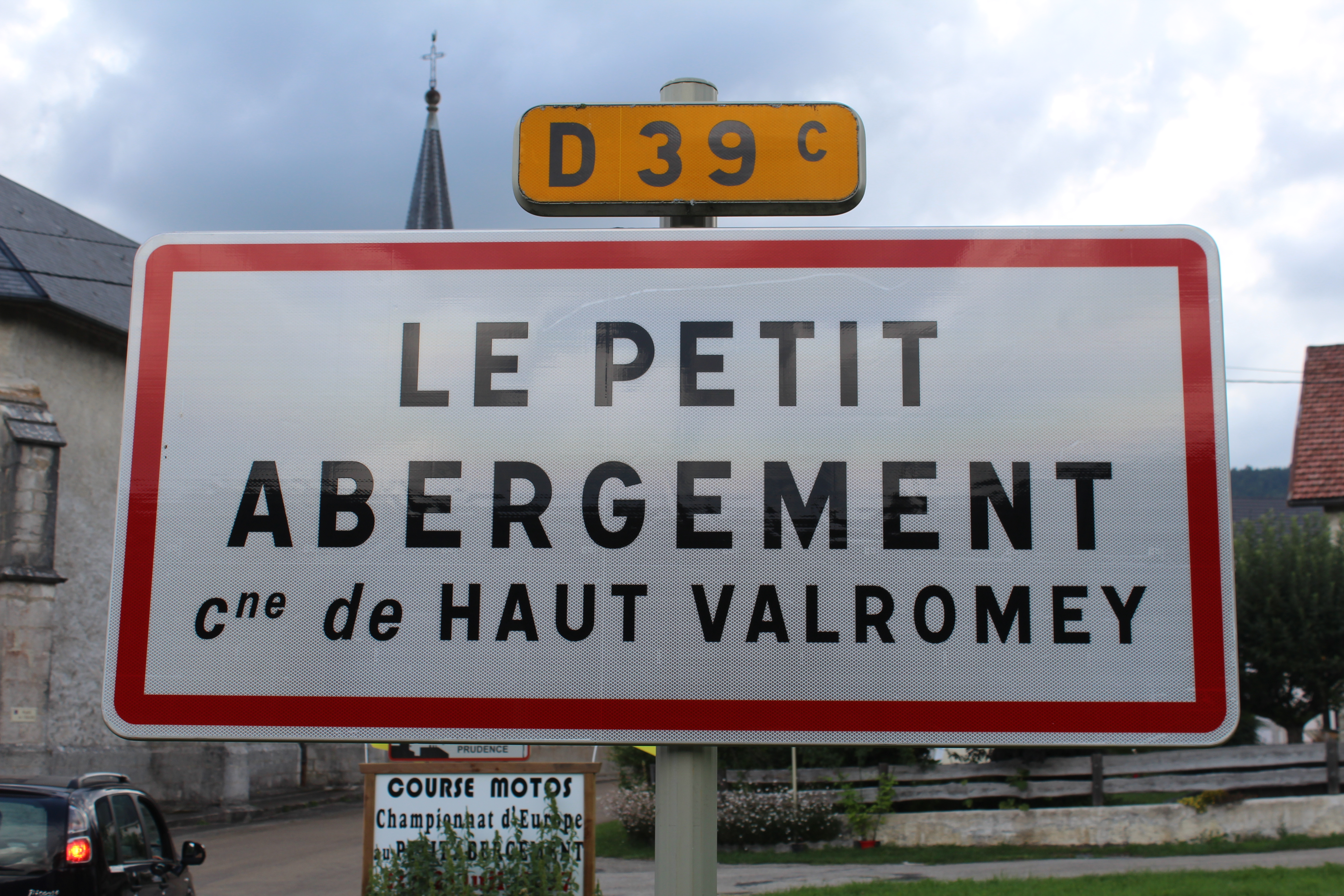
Panneau d'entrée dans Le Petit-Abergement, avec le nom de la commune.

Le nom de la commune fait référence à la région naturelle du Valromey située entre le Haut-Bugey et le Bas-Bugey.

## Histoire

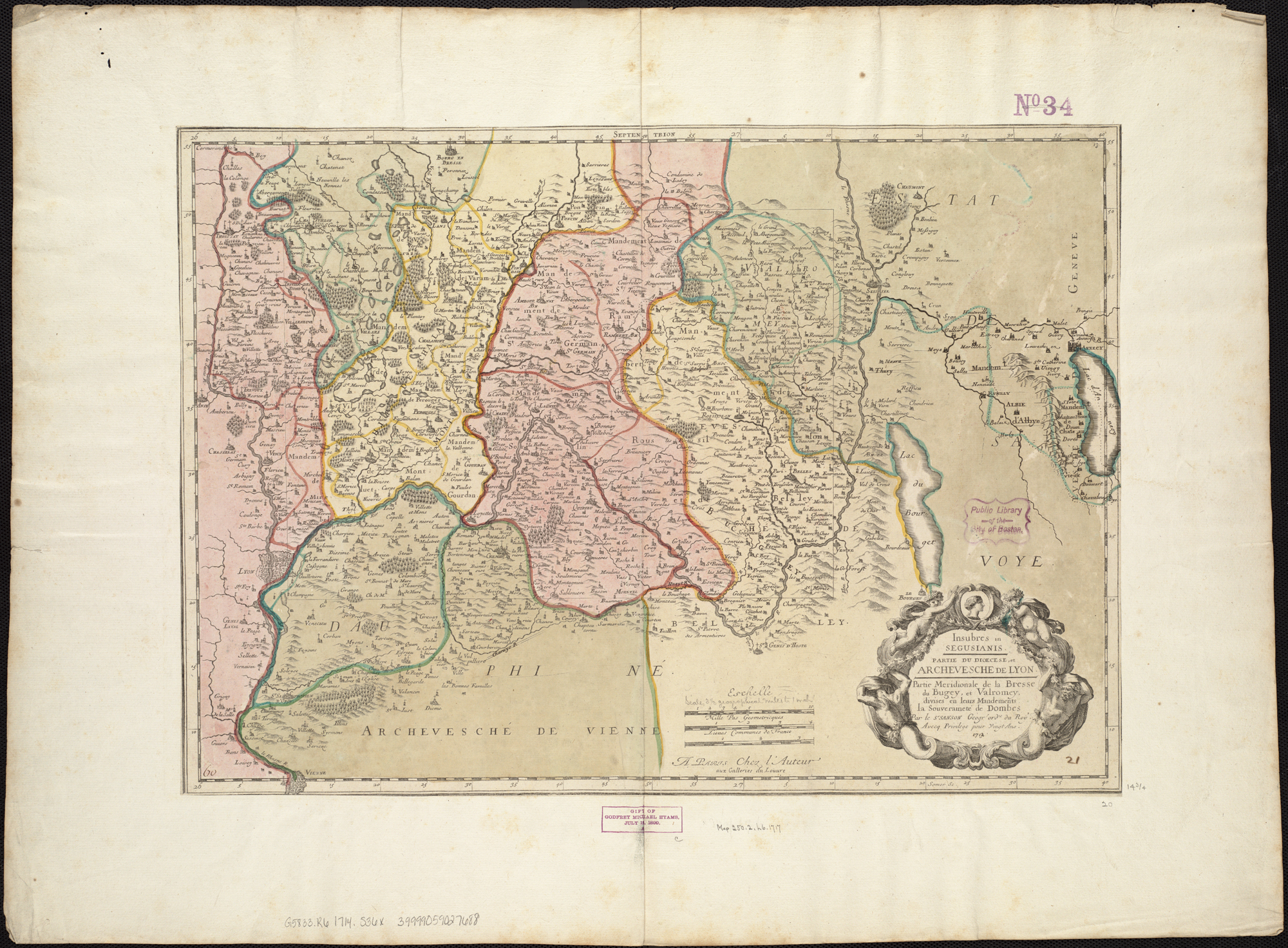
Gravure du XII de Nicolas Sanson où apparaît le mandement du Valromey (à droite, surligné en bleu).

### Antiquité
Peu de sources attestent d'une présence gallo-romaine sur le territoire de Haut-Valromey, néanmoins de nombreux édifices gallo-romains ont été découverts dans la proche région ; à titre d'exemple
l'aqueduc romain de Vieu datant probablement de la seconde moitié du IIe siècle est situé à environ 10 km d'Hotonnes, à « vol d'oiseau ». À proximité de Vieu toujours, des photos aériennes ont permis de déceler qu'un théâtre gallo-romain se trouvait le long de la voie romaine.

### Moyen Âge
Au Moyen Âge, les villages de la commune appartiennent au Valromey qui, comme le pays de Vaud, sera acquis par Amédée VI de Savoie, après la signature avec la France, du traité de Paris en 1355, fixant les limites du duché de Savoie et du Dauphiné.

### Renaissance
Le 17 janvier 1601, le traité de Lyon rattache le Valromey, et donc les quatre villages de Haut-Valromey, à la France. Ce traité entre le duc Charles-Emmanuel Ier de Savoie et le roi Henri IV de France intègre également à la France, la Bresse, le Bugey (à l'époque, explicitement distingué du Valromey) et le pays de Gex. Comte de Châteauneuf, baron de Virieu-le-Grand, seigneur de Senoy, Honoré d'Urfé prête allégeance à son nouveau suzerain, le roi de France, dans un aveu et dénombrement qu'il lui présente le 18 avril 1602. Le marquisat de Valromey fut créé en février 1612 par lettres patentes du roi Louis XIII, en réunissant le comté de Châteauneuf, la baronnie de Virieu-le-Grand, et la seigneurie de Senoy. Selon ces patentes, le nom a changé à la demande d’Honoré d'Urfé, en raison de la confusion impliquée par le caractère commun et ordinaire du nom Châteauneuf et du risque de confusion qu'il engendre. Par ailleurs, tout le pays de Valromey est enclos dans le comté de Châteauneuf.

### XIXeetXXesiècles

#### Seconde Guerre mondiale

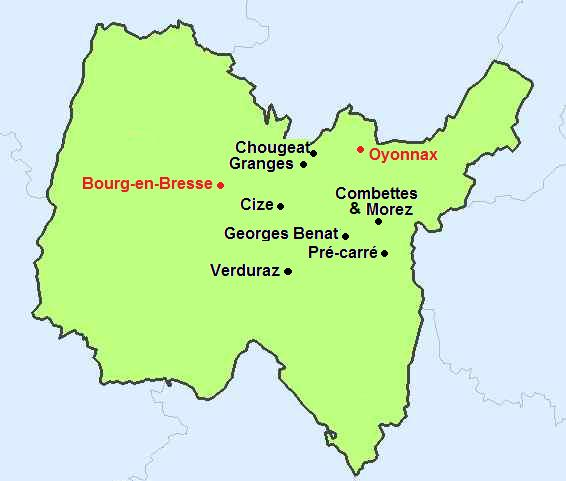
Localisation des principaux maquis de l'Ain dont celui du « Pré-Carré » à Hotonnes.

L'un des camps des maquis de l'Ain et du Haut-Jura, le « camp du Pré-Carré » était situé à Hotonnes (au nord du bourg). Ce camp créé par Jean-Pierre De Lassus a compté jusqu'à cinquante hommes. Jean-Pierre de Lassus (dit Legrand) témoigne ainsi de l'activité du Pré-Carré :
« Au printemps de 1943, le maquis bien armé que j'avais constitué dépendait des forces de l'armée secrète, dont, dans ce département, le colonel Romans était le chef et mon camarade de promotion de Saint-Cyr; Girousse, l'adjoint. Le 11 novembre 1943 je participais, à la tête de mes maquisards, au défilé militaire d'Oyonnax. La ville avait été isolée téléphoniquement du reste du département. Le colonel Romans et les autorités régionales déposaient une gerbe au monument aux morts : « Les vainqueurs de demain à ceux de 14-18 », pendant que 120 maquisards, en tenue impeccable, rendaient les honneurs. »

### XXIesiècle

Anciennes communes formant Haut Valromey.

La création de la nouvelle commune de Haut Valromey, entérinée par l'arrêté du 29 septembre 2015, a entraîné la transformation de quatre anciennes communes (Le Grand-Abergement, Hotonnes, Le Petit-Abergement et Songieu) en « communes déléguées », opération entrée en vigueur le 1er janvier 2016. Avec une superficie de plus de 107 km2, la commune est la plus vaste du département de l'Ain.
En 2025, la commune de Ruffieu intègre la commune nouvelle par un arrêté du 16 juillet 2024.

## Politique et administration

### Découpage territorial
La commune de Haut Valromey est membre de la communauté de communes Bugey Sud, un établissement public de coopération intercommunale (EPCI) à fiscalité propre créé le 1er janvier 2014 dont le siège est à Belley. Ce dernier est par ailleurs membre d'autres groupements intercommunaux.
Sur le plan administratif, elle est rattachée à l'arrondissement de Belley, au département de l'Ain et à la région Auvergne-Rhône-Alpes. Sur le plan électoral, elle dépend du canton de Plateau d'Hauteville pour l'élection des conseillers départementaux, depuis le redécoupage cantonal de 2014 entré en vigueur en 2015, et de la cinquième circonscription de l'Ain pour les élections législatives, depuis le dernier découpage électoral de 2010.

### Communes déléguées
| Nom                 | Code Insee | Intercommunalité | Superficie (km2) | Population (dernière pop. légale) | Densité (hab./km2) |
| ------------------- | ---------- | ---------------- | ---------------- | --------------------------------- | ------------------ |
| Hotonnes (siège)    | 01187      | CC du Valromey   | 28,4             | 272 (2018)                        | 9,6                |
| Le Petit-Abergement | 01292      | CC du Valromey   | 26,95            | 127 (2018)                        | 4,7                |
| Le Grand-Abergement | 01176      | CC du Valromey   | 31,92            | 121 (2018)                        | 3,8                |
| Ruffieu             | 01330      | CC Bugey Sud     | 14,03            | 174 (2022)                        | 12                 |
| Songieu             | 01409      | CC du Valromey   | 20,58            | 123 (2018)                        | 6                  |

### Liste des maires
| Période        | Période     | Identité               | Étiquette | Qualité |
| -------------- | ----------- | ---------------------- | --------- | ------- |
| 4 janvier 2016 | 23 mai 2020 | Bernard Giraud Guigues |           |         |
| 23 mai 2020    | En cours    | Bernard Ancian         |           |         |

## Démographie
L'évolution du nombre d'habitants est connue à travers les recensements de la population effectués dans la commune depuis sa création.
En 2022, la commune comptait 777 habitants, en évolution de +11,8 % par rapport à 2016 (Ain : +5,15 %, France hors Mayotte : +2,11 %).
| 2014 | 2015 | 2020 | 2022 |
| ---- | ---- | ---- | ---- |
| 701  | 693  | 615  | 777  |

## Culture locale et patrimoine

### Lieux et monuments

#### Hotonnes
- Statue de la Vierge Marie.
- Église Saint-Romain du XVIe siècle.
- Une stèle située à Hotonnes (aux « Plans d'Hotonnes ») rend hommage aux maquis de l'Ain et en particulier à Richard Heslop, agent secret britannique du Special Operations Executive.

#### Le Grand-Abergement
- Belles fermes bugistes imposantes, ayant un dreffia sur une façade (balcon de bois sur lequel était mis à sécher le bois de chauffage), abritant les hommes et les bêtes ainsi que les réserves pour passer les mois d'hiver.
- Maisons gardant des traces de l'Histoire : frises Renaissance, croix templières, changement des pentes des toits avec l'évolution des matériaux de couverture (chaume, tavaillon, ardoises, tuiles, bac en acier.
- Ancienne fruitière à comté (fromagerie).
- Chapelle de Retord située sur le territoire communal.
- Église Saint-Armand du Grand-Abergement.

#### Le Petit-Abergement
L'église Saint-Étienne fait l’objet d’une inscription au titre des monuments historiques depuis le 8 mai 1973.

#### Songieu
- À voir, dans le cimetière qui entoure l'église Saint-Martin de Songieu, le tilleul planté en 1601 à l'occasion du rattachement du Valromey au royaume de France.
- Ruines du château de Châteauneuf-en-Valromey : des textes attestent de son existence au XIIe siècle. Après 400 ans d’occupation continue, il est en ruines en 1550 et le châtelain s’est installé dans des maisons d’Hotonnes[24].

En 1285 Amédée de Savoie cède Châteauneuf qu'il a acquis du sire de Beaujeu à Louis de Savoie.
- Lac des Alliettes

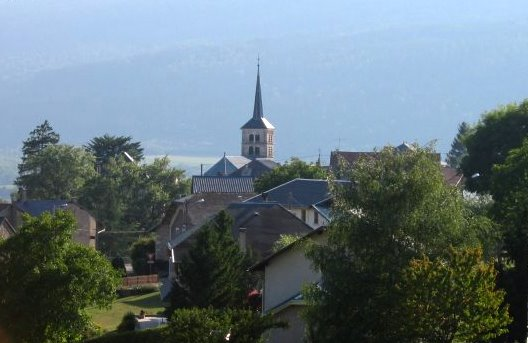
Vue du village et de l'église Saint-Romain.
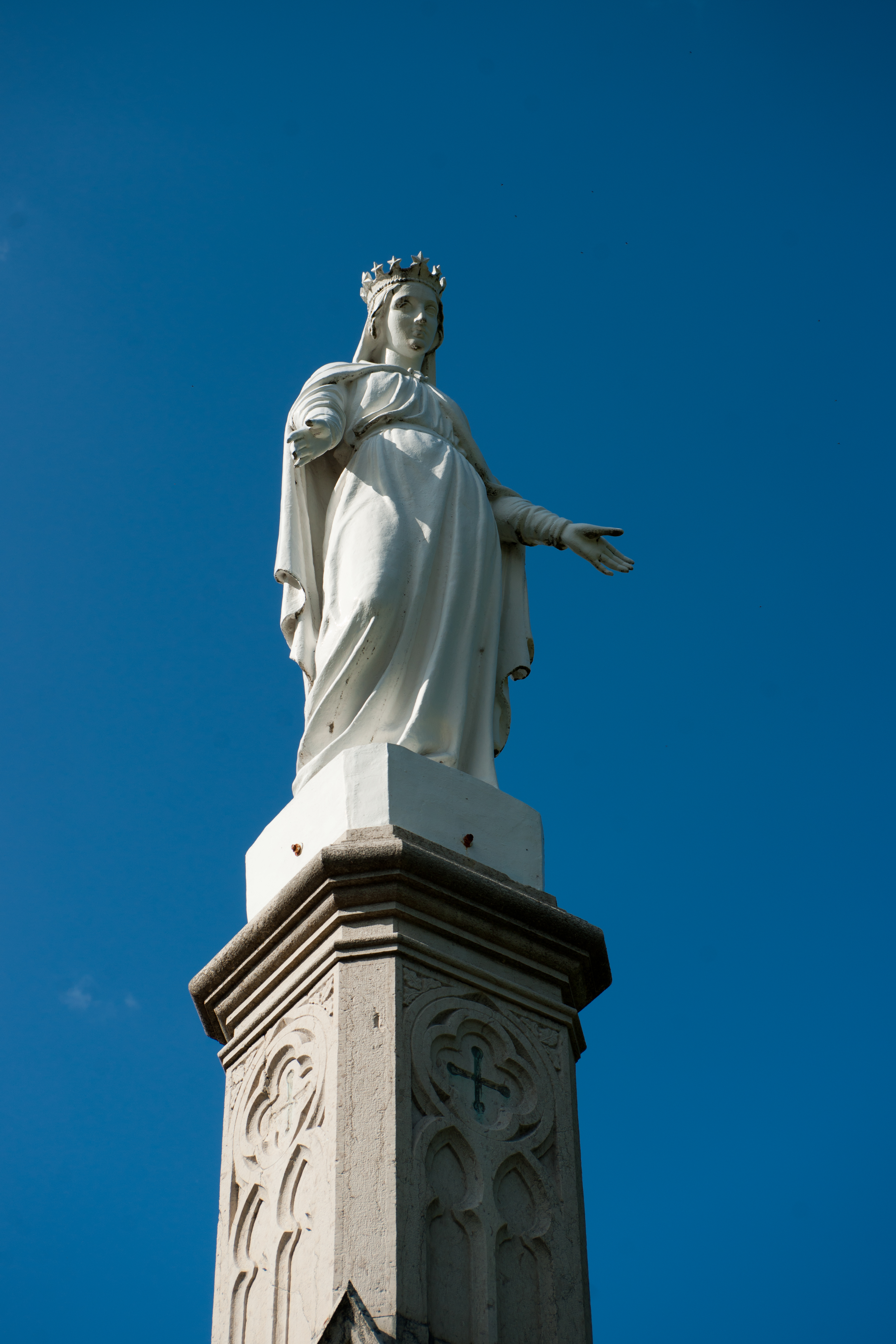
Statue de la Vierge Marie d'Hotonnes.
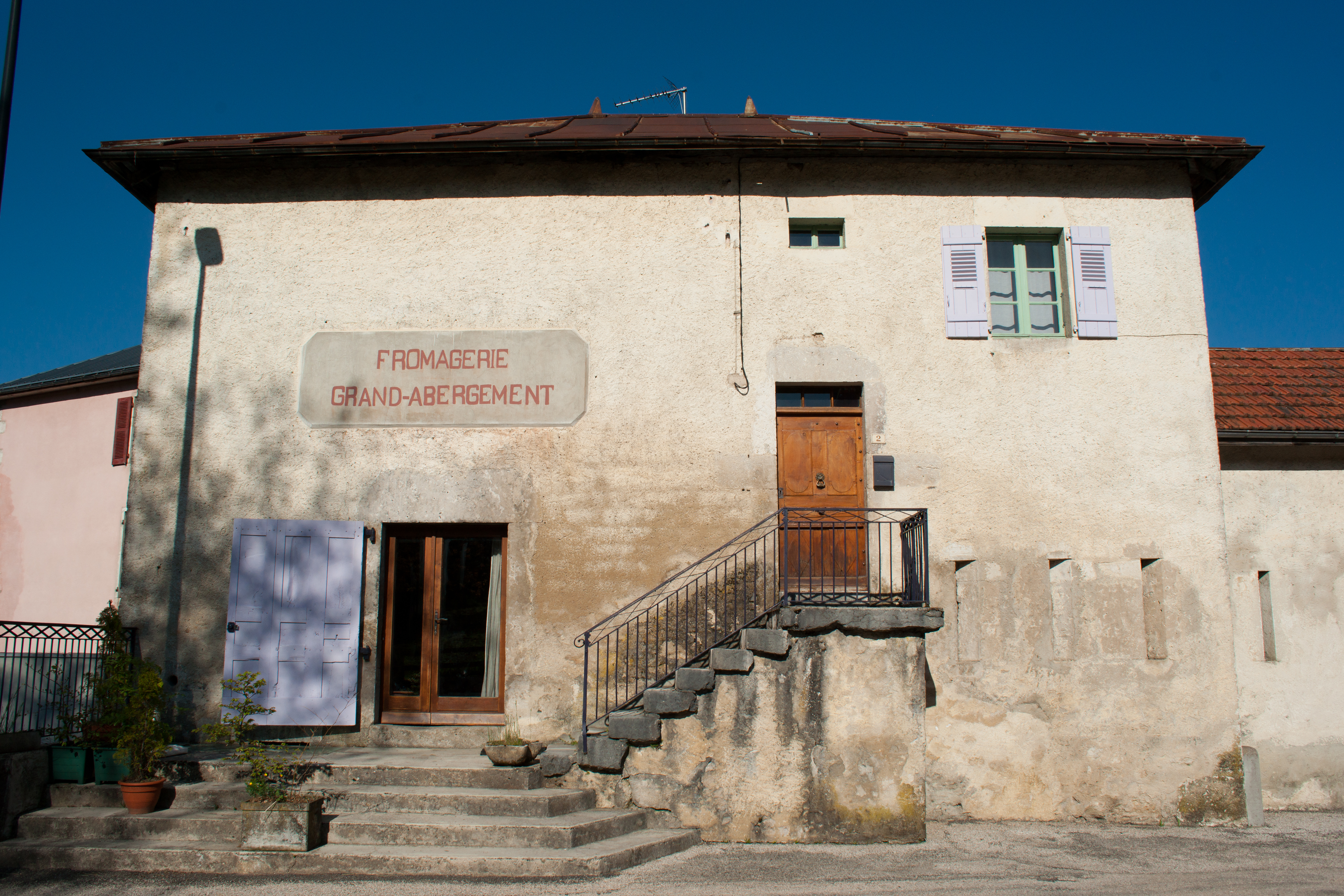
Fromagerie du Grand-Abergement.
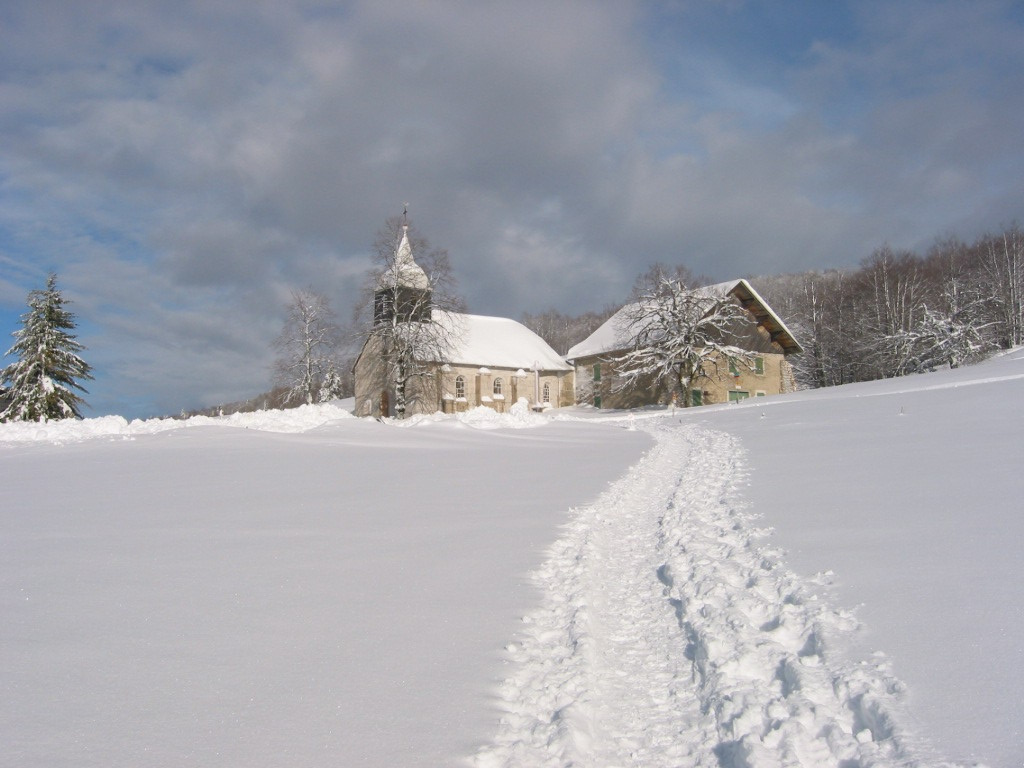
Chapelle de Retord.

### Personnalités liées à la commune

#### Personnalités historiques
- Aimé Favre (1722-1810), prêtre connu pour avoir été député du clergé aux États généraux de 1789, né à Songieu et mort à Hotonnes.
- Jean-Pierre Baillod (1771-1853), général de l'Empire, né à Songieu.
- Jean-Pierre de Lassus Saint-Geniès (1914-2010), général de corps d'armée français, résistant dans les FFI. Le camp de maquisards qu'il dirigea était à Hotonnes.

#### Personnalités sportives et artistiques
- Marie Morel (1954), artiste peintre et éditrice.
- Delphyne Burlet (1966), ancienne biathlète. Elle a grandi et habite à Hotonnes, où elle a été membre du conseil municipal de 2008 à 2014.
- Corinne Niogret (1972), originaire du Petit-Abergement et Sandrine Bailly (1979) : toutes deux anciennes biathlètes s'entraînaient régulièrement à Hotonnes.
- Xavier Thévenard (1988), ancien skieur de fond et biathlète, il est devenu spécialiste de trail et course en montagne. Il a passé toute son enfance aux Plans d'Hotonnes[25].